# (34914) 4535 P-L
4535 P-L (asteroide 34914) é um asteroide da cintura principal. Possui uma excentricidade de 0.17041180 e uma inclinação de 0.21222º.
Este asteroide foi descoberto no dia 24 de setembro de 1960 por Cornelis Johannes van Houten e Ingrid van Houten-Groeneveld e Tom Gehrels em Palomar.